# Oostelijke Mebon
De oostelijke Mebon (Khmer: ប្រាសាទមេបុណ្យខាងកើត) is een hindoeïstische tempel in Angkor in Cambodja. 

## Geschiedenis
Na zijn troonsbestijging in 944 verplaatste koning Rajendravarman II de hoofdstad van het Khmer-rijk van het noordelijker gelegen Koh Ker terug naar de regio Angkor. Hij startte talrijke bouwprojecten, waarvoor zijn minister en architect Kavindrarimathana verantwoordelijk was. Onder het bewind van Rajendravarman II ontstond de Pre Rup-stijl.
De oostelijke Mebon werd gebouwd op een kunstmatig eiland in het midden van de oostelijke Baray. De Shiva-tempel werd in 952 ingewijd. De oostelijke Baray is nu droog en de tempel verrijst te midden van de rijstvelden.

## Architectuur
De oostelijke Mebon ligt op een kubusvormig, kunstmatig eiland in de (nu droge) oostelijke Baray. Dit enorme, ongeveer 7 km lange en 1,8 km brede waterreservoir werd gebouwd in opdracht van Yasovarman I (889–910). 
Elke zijde van het eiland heeft een lengte van ongeveer 120 meter, met in het midden  een uitstekende steiger voor boten. Een trap met tien treden en geflankeerd door twee leeuwen leidt van elke pier naar het eerste plateau. Het water in de oostelijke Baray stond ooit tussen de drie en vijf meter hoog (afhankelijk van het seizoen), zodat een groot deel van het lateriet waarmee het eiland gebouwd is, onder het wateroppervlak lag. Nu de Baray is opgedroogd, heeft aarde zich aan alle kanten van het eiland opgestapeld, waardoor het onderste deel van de basis verborgen is. 
De oostelijke Mebon is gebouwd op vier plateaus. Het eiland zelf is het laagste niveau en heeft (van buiten naar binnen) een circa 5,5 meter breed terras met de beelden van olifanten op de vier hoeken, een omringende muur met vier kruisvormige gopura's (toegangspoorten) en binnen de muur zestien rechthoekige zalen. Deze zalen zijn kenmerkend voor de architectuur van de tiende eeuw en zijn een voorloper van de galerijen in latere tempels. 
Het tweede plateau ligt 2,4 meter hoger en heeft aan de buitenzijde een smal terras met olifantenbeelden op de vier hoeken. Vier axiale trappen geflankeerd door leeuwen leiden naar de (niet-kruisvormige) gopura's in de tweede omringende muur. Binnen de muren staan vijf heiligdommen in de hoeken en acht kleine bakstenen torens, in paren voor de gopura's. 
Vier trappen met leeuwen leiden naar het derde plateau dat drie meter hoger ligt. In de hoeken staan vier grote bakstenen torens. Het bovenste niveau is 1,9 m hoog. Ook hier leiden vier trappen met leeuwen naartoe. Het terras wordt vrijwel geheel in beslag genomen door de centrale bakstenen toren. Deze vormt samen met vier torens op het derde niveau een quincunx.

### Sculpturen en reliëfs
De acht olifanten op de terrashoeken voor de twee omringende muren zijn bijna 2 meter hoog. Ze zijn grotendeels naturalistisch weergegeven en samen met de sokkel waarop ze staan uit één blok gesneden. Oorspronkelijk bewaakten 16 paar leeuwen de axiale trappen.  
De oostelijke Mebon is gebouwd in de zogenaamde Pre-Rup-stijl (944 - ca. 968). De naam komt van de tempel Pre Rup, de staatstempel van Rajendravarman II, die negen jaar na de oostelijke Mebon werd ingehuldigd en 1.200 meter zuidelijk ligt.
De talrijke lateien van de oostelijke Mebon zijn meesterlijk ontworpen en vervaardigd en zijn nog preciezer en gedetailleerder dan die van de Pre Rup. 

### Inscriptie en inhuldiging
Op een stele, gevonden in de tempel, staat een inscriptie die vermeldt dat Rajendravarman II de tempelberg bouwde ter ere van zijn ouders en dat deze in 952 werd ingewijd. In dezelfde inscriptie wordt vermeld dat de koning afbeeldingen schonk van Shiva, Parvati, Vishnu en Brahma (die waarschijnlijk in de vier hoektorens van de quincunx stonden) en acht lingas (voor de acht kleine torens op het tweede plateau). De centrale toren was gewijd aan de linga Shri Rajendresvara, een belangrijk machtssymbool van de koning. 

## Afbeeldingen

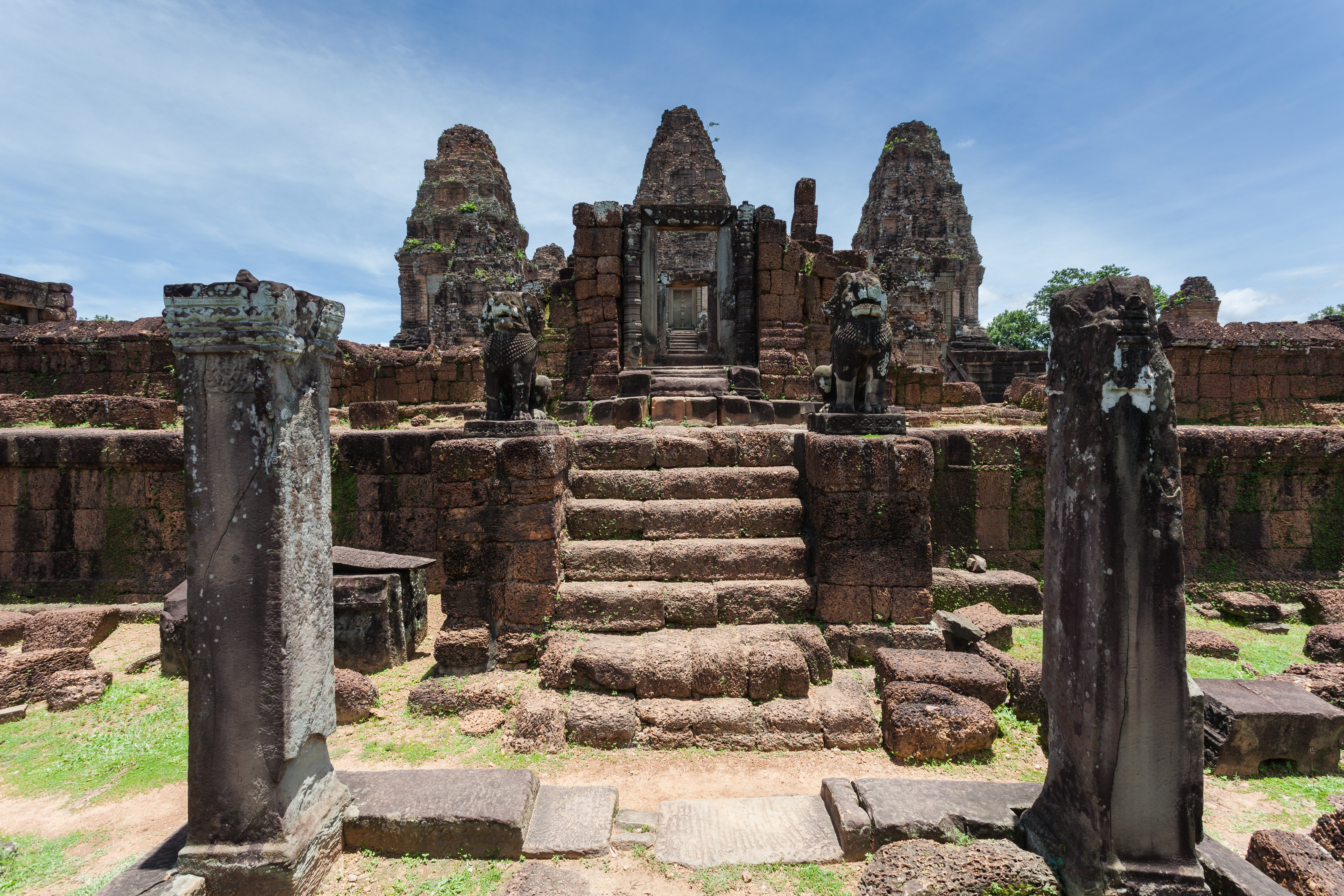
Zicht op de oostelijke Mebon
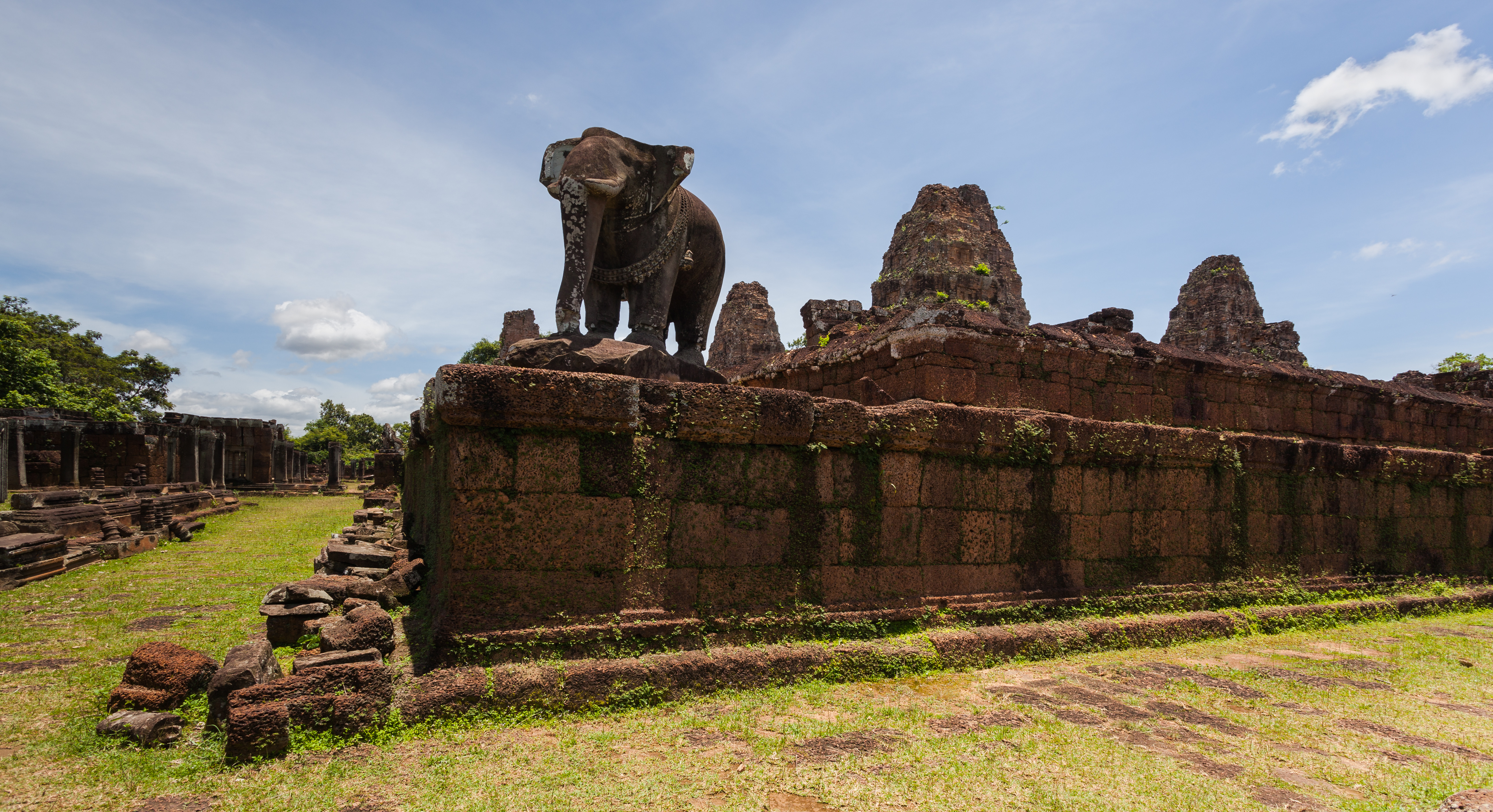
Zicht op het tweede plateau met het beeld van een olifant
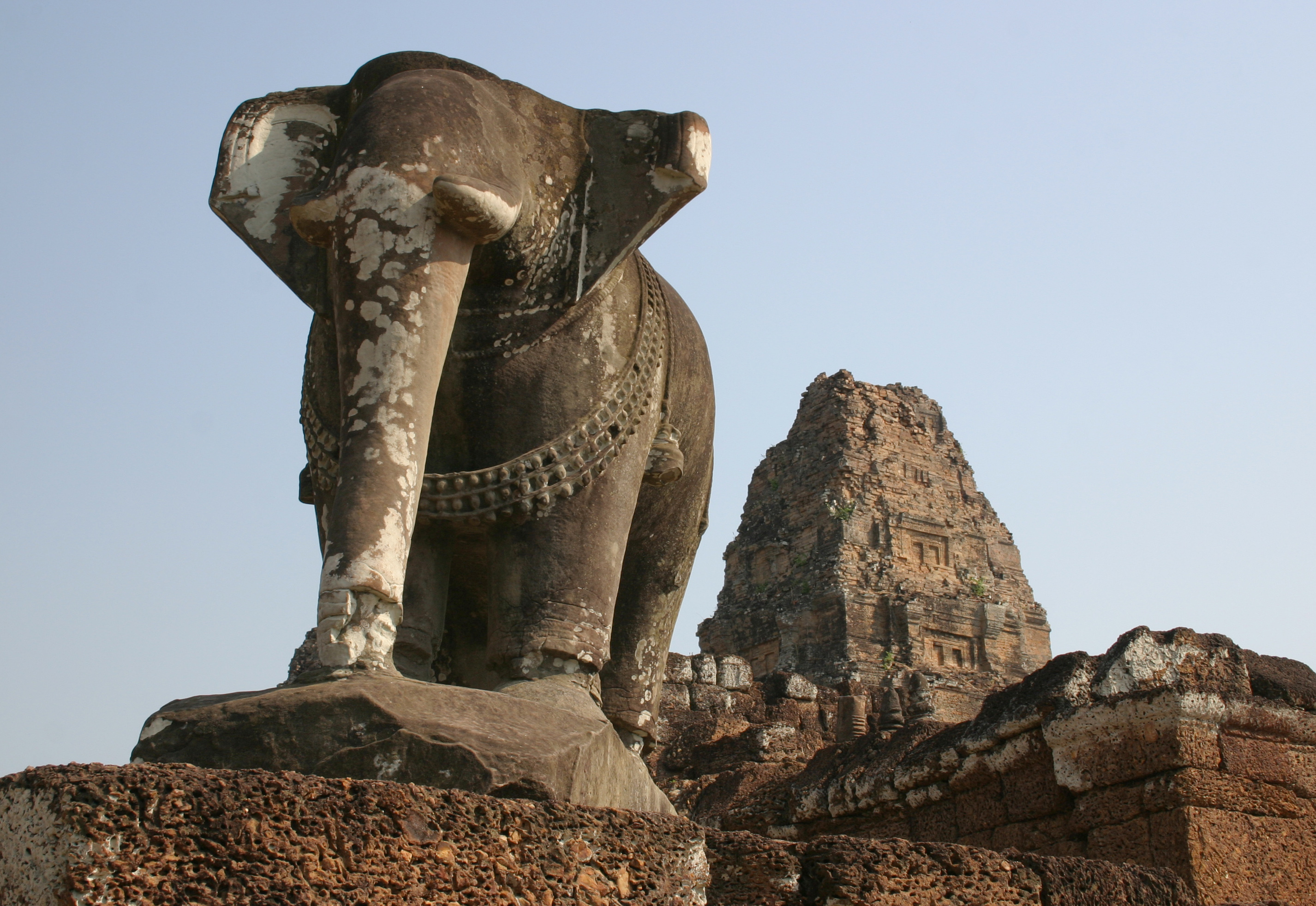
Beeld van een olifant
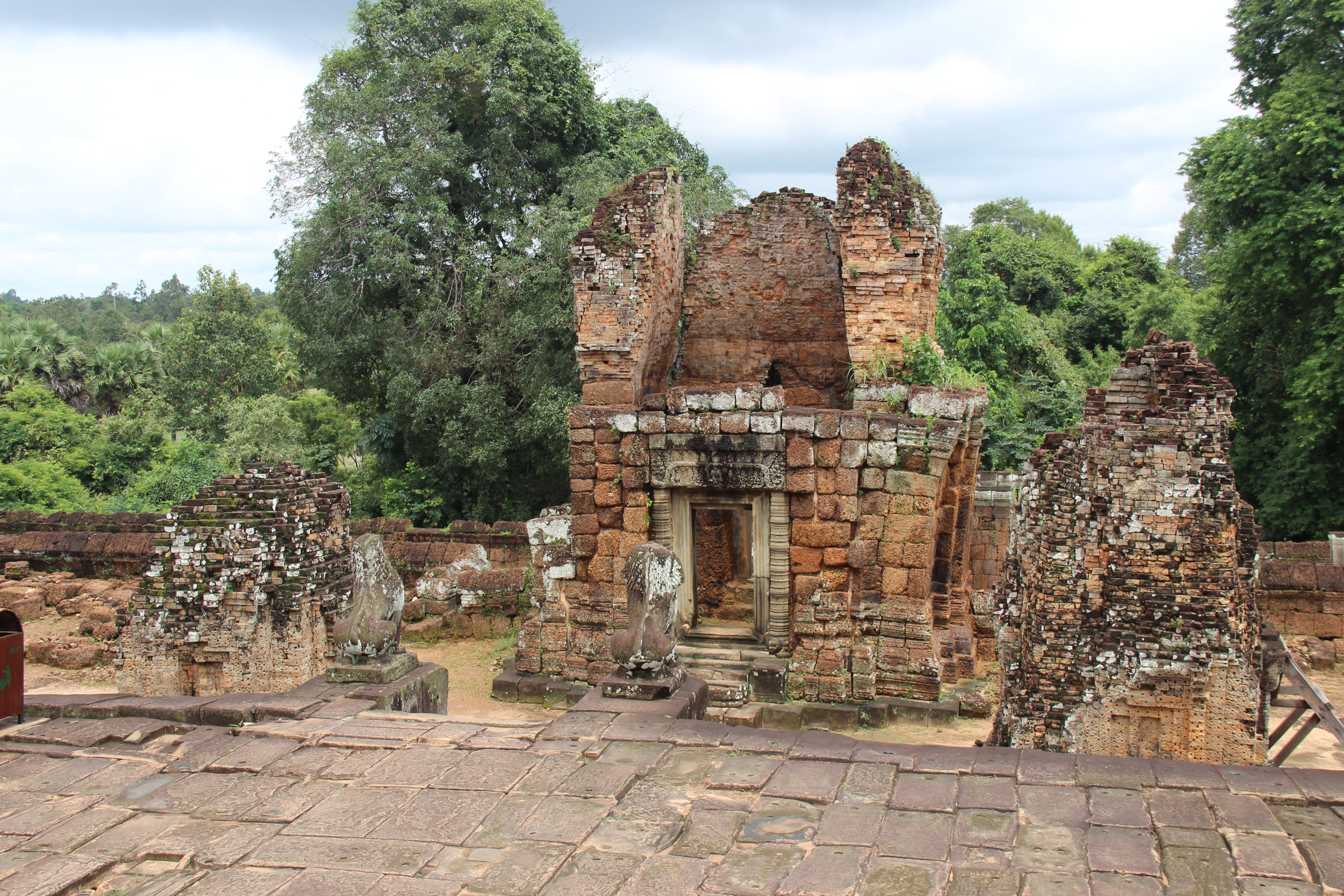
Gopura met twee kleine torens op het tweede plateau
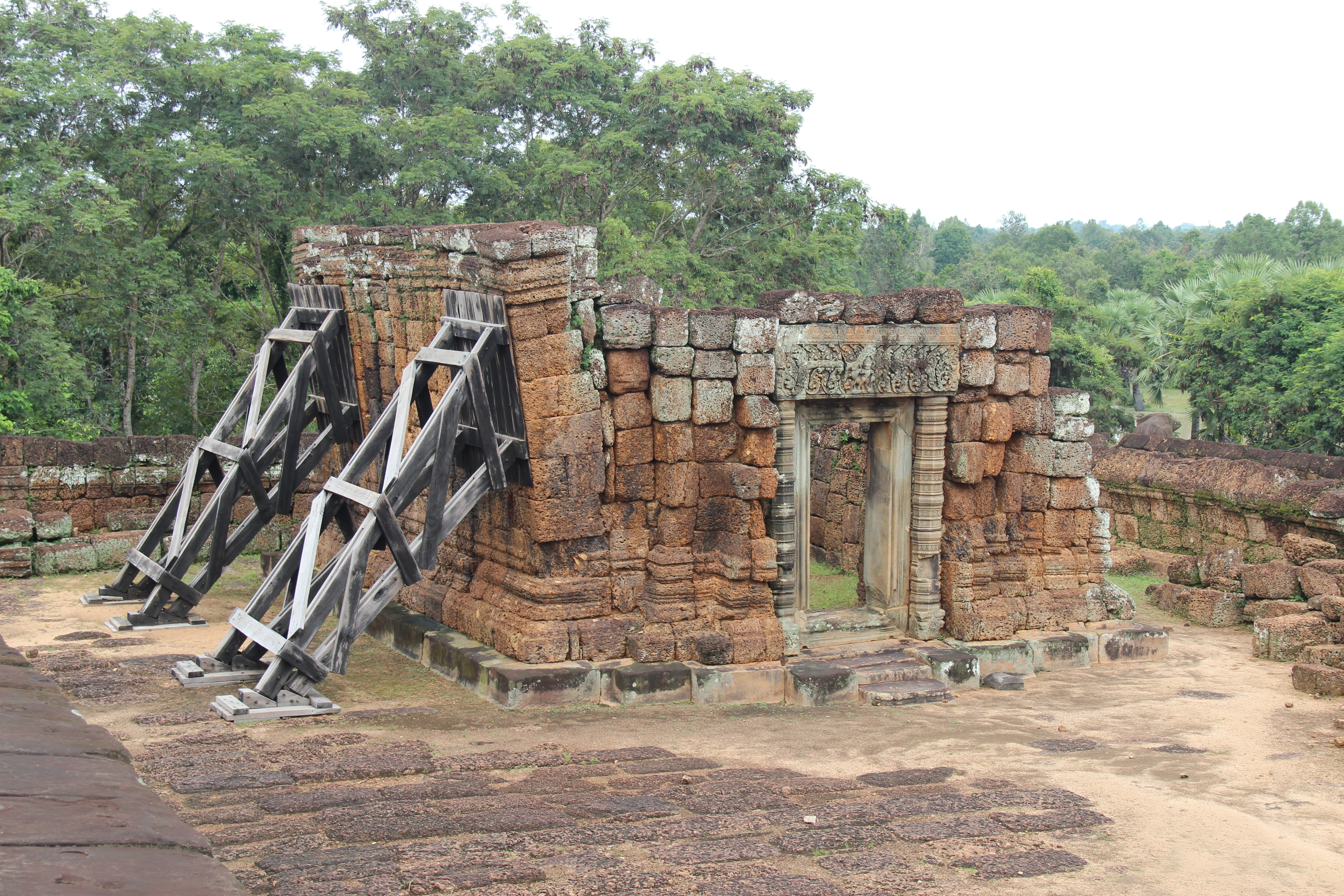
Heiligdom (bibliotheek) op het tweede plateau
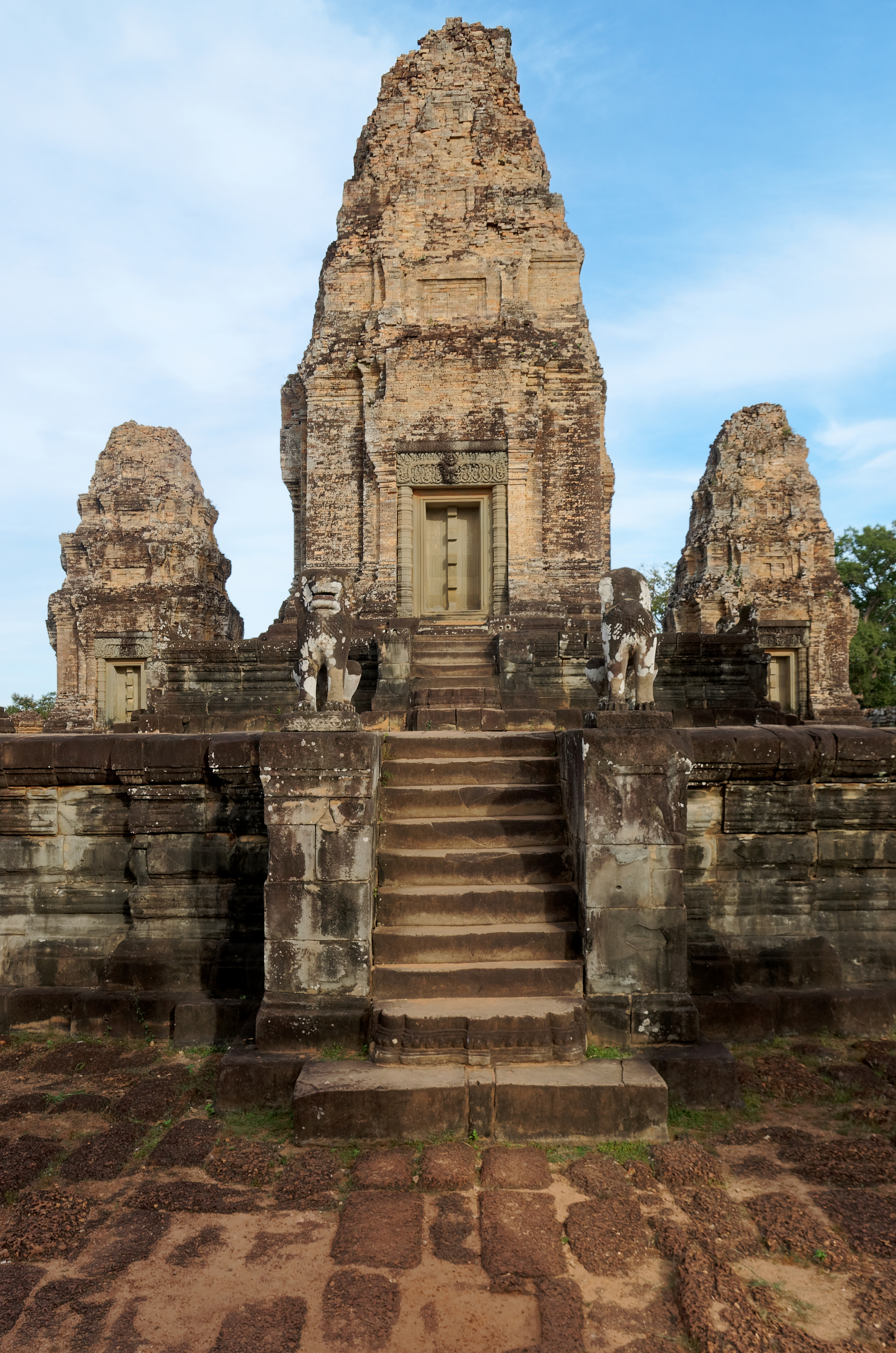
Trap naar het derde en vierde plateau
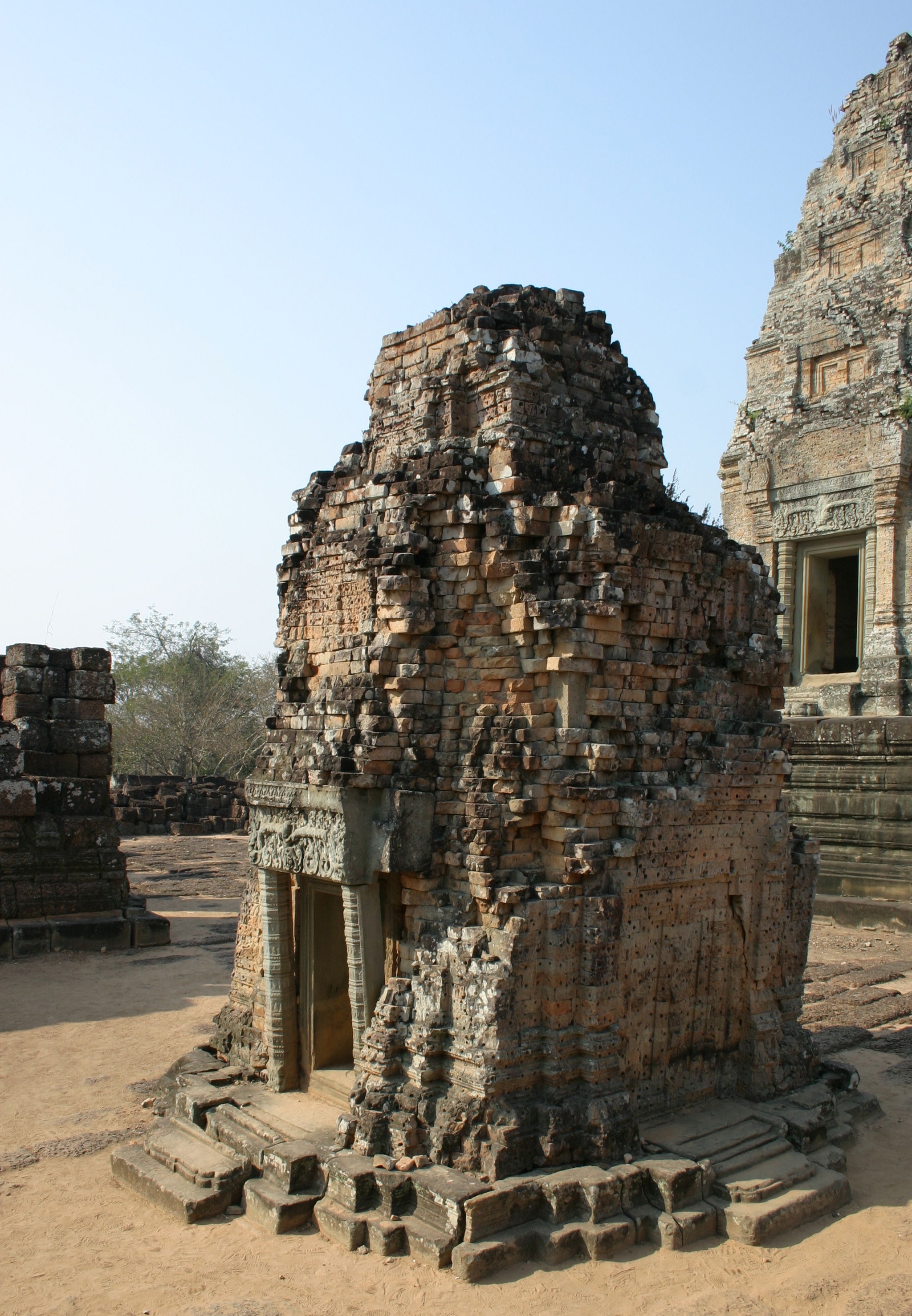
Toren op het derde plateau
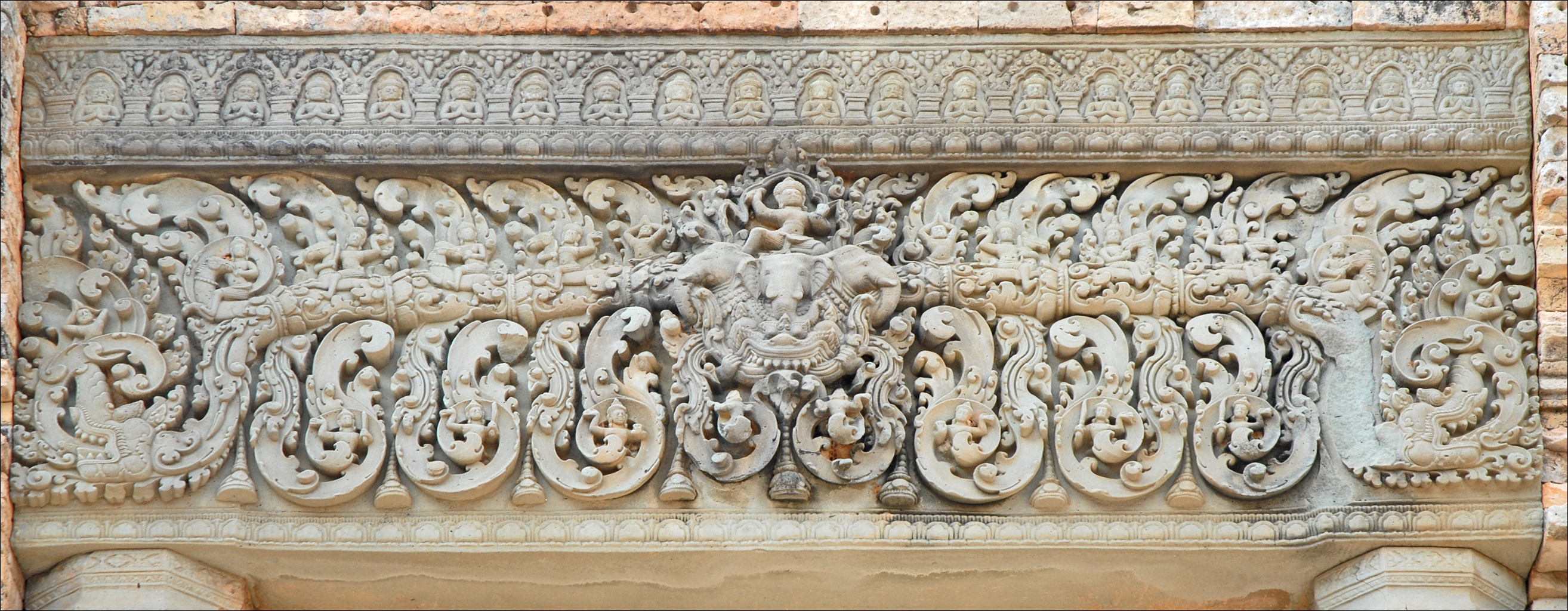
Latei met een voorstelling van Indra op de witte olifant Airavata naast ruiters en figuren die door makara's verzwolgen worden
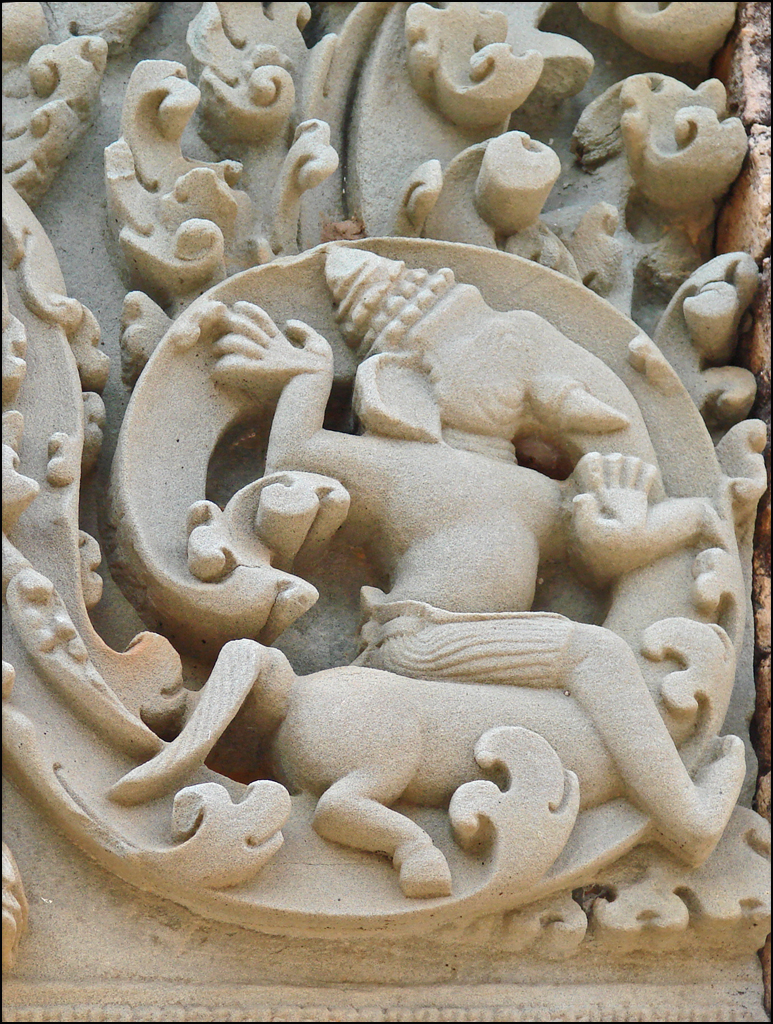
Detail van een latei, Ganesha zit op zijn eigen slurf
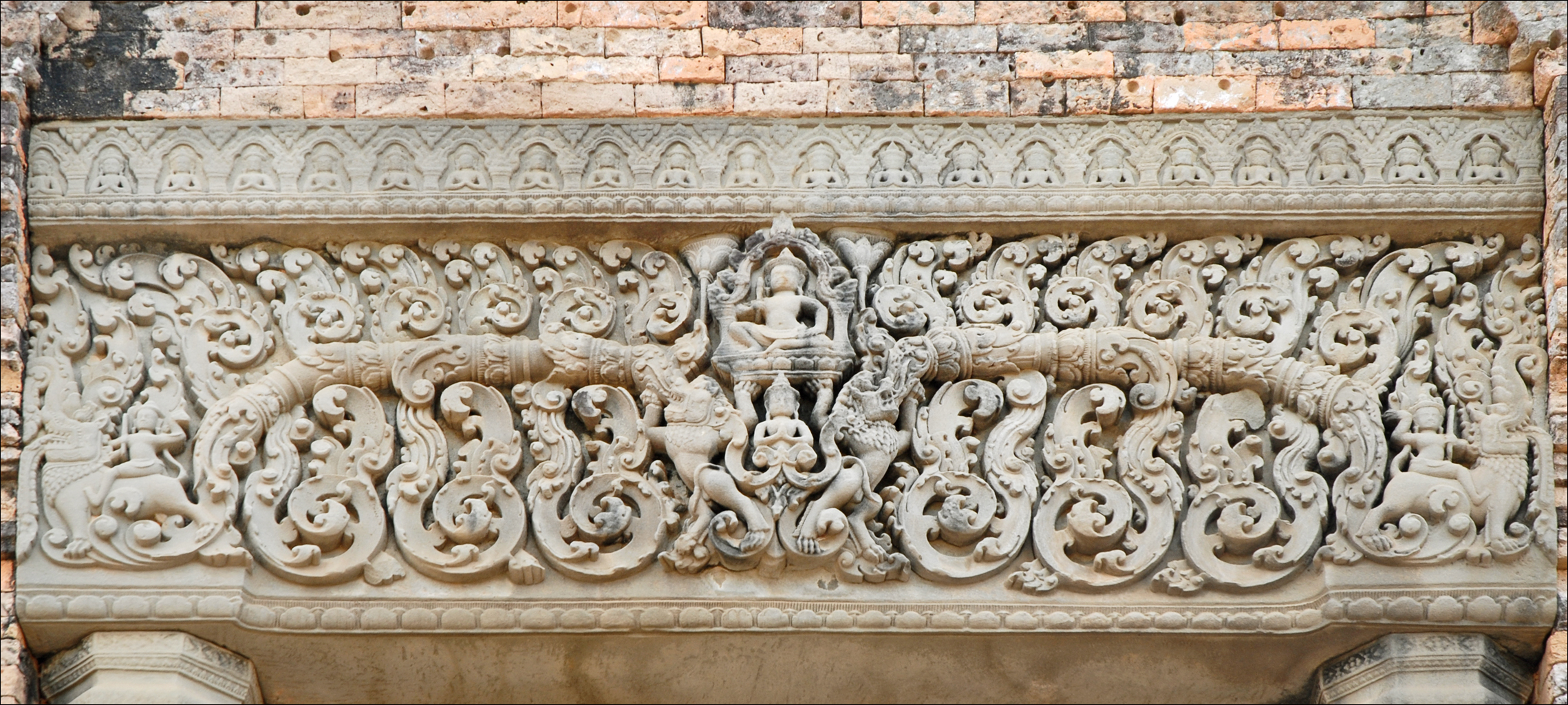
Latei met waarschijnlijk een voorstelling van Chandra, de god van de maan
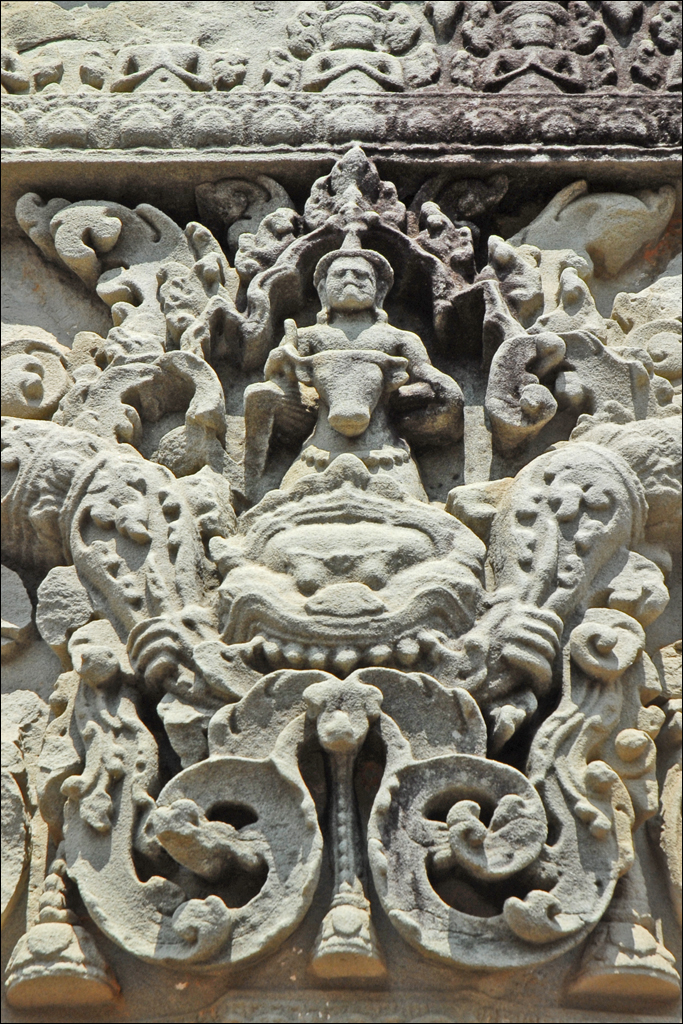
Detail van een latei met waarschijnlijk een voorstelling van Shiva op de stier Nandi